# Гильом II (граф Невера)
Гильом II (фр. Guillaume II de Nevers; ок. 1083 — 20 августа 1148) — граф Невера, Осера и Тоннера с примерно 1097 года. Сын Рено II, графа Осера, Невера и Тоннера, и Агнес де Божанси, дочери сеньора де Божанси Ланселина II, представитель Неверского дома.

## Биография
Гильом наследовал своему отцу Рено II в объединенном графстве Невер, Осер и Тоннер. Возможно, Тоннер он получил после смерти своего дяди Гильома II, который мог умереть позже, чем Рено. Последний мог умереть раньше своего отца Гильома I, поэтому, по одной из версий, Гильом мог наследовать своему деду.
После взятия Иерусалима в 1101 году Гильом и его брат Роберт, сеньор де Линьи-ле-Шато, с пятнадцатитысячной армией отправились в Иерусалимское королевство для его поддержки. Их войско объединилось с армией графа Тулузы Раймунда IV, графу Бургундии Этьену I и Этьену II де Блуа. Армия Гильома была недостаточно сильной, чтобы взять хорошо укрепленную Конью, после чего он отправился в направлении Киликии. Но в Гераклее в августе 1101 года Гильом попал в засаду. Его армия была разгромлена турками-сельджуками, возглавляемыми Кылычом-Арсланом I.
Гильом был одним из немногих оставшихся в живых крестоносцев, которым удалось убежать с поля боя из Тарсуса. Вероятно, брат Гильома был убит. Несколько недель спустя Гильом достиг Антиохии вместе с Жосленом I, графом Эдессы и Гильомом IX, герцогом Аквитании. Вскоре он вернулся на родину. В 1102 году крестоносцы еще раз попытались достигнуть Иерусалима, однако также потерпели полное поражение.
В 1106 году в монастырской церкви был убит Арто — аббат Везле, но убийцы остались безнаказанными.
В 1115 году Гильом убедил короля Франции Людовика VI разорвать мир с королём Англии Генрихом I и поддержать претендента на английский престол Вильгельма Клитона. Однако уже через четыре года Людовик потерпел поражение в битве при Бремюле.

Карта крестового похода 1101 года

Гильом II боролся против Томаса де Куси, а затем против своего соседа Тибо, графа Блуа и Шартра, но в результате попал в плен, в котором пробыл до 1119 года. В том же году Гильом II попытался захватить земли аббатства Везле, что вызвало недовольство епископа Невера. Позже конфликты с аббатством у графа возникали постоянно. В 1124 году Гильом присоединился к войску короля Франции в Лотарингии против императора Генриха V.
Гильом II был личным другом короля Франции Людовика VII. Когда тот в 1147 году готовился отправиться во второй крестовый поход, он решил оставить регентом королевства Гильома. Гильом отказался, но выторговал себе прощение за действия против аббатства Везле. Также он послал в крестовый поход своего сына Рено, где тот и умер. Гильом умер в следующем году, а его владения перешли к старшему сыну Гильому.

## Брак и дети
Жена с 1116: Аделаида. Дети:
- Гильом III (ок. 1110 — 21 ноября 1161), граф Невера, Осера и Тоннера с 1148
- Рено (ум. ок. 1148, Лаодикия), участник Второго крестового похода
- Роберт (ум. после 1134)
- Анна; муж — Гильом VII (ум. ок. 1169), граф Оверни